# Les Bricoleurs (film, 1930)
Pour les articles homonymes, voir Les Bricoleurs.
Pour plus de détails, voir Fiche technique et Distribution.
Les Bricoleurs (titre original : Hog Wild) est une comédie burlesque américaine réalisée par James Parrott, sortie en 1930.

À l'époque où le film est tourné, on ne pratique pas encore le doublage en postsynchronisation et plusieurs versions de ce film sont tournées en différentes langues : Radiomanía en espagnol et Pêle-mêle en français.

## Synopsis
Mme Hardy demande à son mari Oliver d’installer une antenne radio sur le toit de la maison. Mais avec l'aide de son ami Stanley, les catastrophes s'enchaînent.

## Fiche technique
- Titre : Les Bricoleurs
- Titre original : Hog Wild
- Titre de la version tournée en langue espagnole : Radiomanía
- Titre de la version tournée en langue française : Pêle-mêle
- Réalisation : James Parrott
- Scénario : H. M. Walker et Leo McCarey (non crédité)
- Photographie : George Stevens
- Montage : Richard C. Currier
- Producteur : Hal Roach
- Société de production : Hal Roach Studios
- Société de distribution : Metro-Goldwyn-Mayer
- Pays de production :  États-Unis
- Langue : film muet avec les intertitres en anglais
- Format : Noir et blanc — 35 mm — 1,33:1 — Muet
- Genre : Comédie, Film burlesque
- Longueur : deux bobines
- Durée : 19 minutes
- Date de sortie :
  - États-Unis : 31 mai 1930

## Distribution
Source principale de la distribution :
- Stan Laurel (VF : Franck O'Neill) : Stan
- Oliver Hardy (VF : Jean Rosemberg) : Ollie

Reste de la distribution non créditée : 
- Dorothy Granger : Tillie, la femme de ménage des Hardy (la femme traversant la flaque d'eau)
- Fay Holderness : Mme Hardy[2]
- Charles McMurphy : le conducteur de tramway

## Autour du film
- Le montage de la version doublée en français est plus court que l'original : il manque la toute première séquence, où Hardy cherche désespérément son chapeau, accusant même sa femme de l'avoir égaré, avant de réaliser qu'il l'a en réalité sur sa tête.